# Rezolucja Rady Bezpieczeństwa ONZ nr 22
Rezolucja Rady Bezpieczeństwa ONZ nr 22 została przyjęta 9 kwietnia 1947 r.
Rada zalecała w niej zwaśnionym stronom przeniesienie sporu albańsko-brytyjskiego dotyczącego m.in. incydentu w Cieśninie Korfu z 1946 do Międzynarodowego Trybunału Sprawiedliwości.
Rezolucja została przyjęta 8 głosami "za", przy wstrzymaniu się od głosu Polski i Związku Radzieckiego. Wielka Brytania nie brała udziału w głosowaniu.